# Slavomir Lener
Slavomir "Slava" Lener, född 10 mars 1955, är en tjeckisk ishockeytränare.

## Tidigare klubbar
- Calgary Flames (1992–1995)
- Sparta Prag (1996–1998, 2002–2005)
- Florida Panthers (1999–2002)
- Luleå HF  (2005–2007)
- DEG Metro Stars (2007)
- Linköpings HC (2008-2010)

## Meriter
- VM-guld 1996 i Wien (med Ludek Bukac)
- VM-brons 1997 i Helsingfors (med Ivan Hlinka)
- VM-brons 1998 i Bern (med Ivan Hlinka).
- OS-guld 1998 i Nagano (med Ivan Hlinka)